# Riley Seger
Riley Seger (* 21. April 1997 in North Vancouver, British Columbia) ist ein kanadischer Skirennläufer. Er startet in den Disziplinen Abfahrt, Super-G und Riesenslalom. Sein älterer Bruder Brodie ist ebenfalls als Skirennläufer aktiv.

## Biografie
Riley Seger startet für den Whistler Mountain Ski Club und bestritt im Alter von 16 Jahren in Panorama seine ersten FIS-Rennen. Ein Jahr später gab er in Lake Louise sein Debüt im Nor-Am Cup. Im selben Winter gewann er in Nakiska einen kanadischen Jugendmeistertitel in seiner späteren Paradedisziplin Super-G. Nach stetig verbesserten Nor-Am-Resultaten nahm er 2017 an den Juniorenweltmeisterschaften in Åre teil, wo er die Ränge 13 und 41 in Super-G und Abfahrt belegte. In der folgenden Saison fuhr er im Nor-Am Cup mehrfach unter die besten zehn. Bei den Juniorenweltmeisterschaften in Davos startete er in allen fünf Einzeldisziplinen, konnte sich aber bis auf Abfahrtsrang 20 nirgends klassieren. Nachdem er 2020 im Riesenslalom seinen ersten Staatsmeistertitel gewonnen hatte, etablierte er sich in den kommenden Wintern im Nor-Am Cup. 2021/22 feierte er im Super-G von Panorama und im Riesenslalom von Sugarloaf seine ersten beiden Siege und belegte in der Gesamtwertung Platz zwei. Die Super-G-Disziplinenwertung entschied er für sich, in der Riesenslalomwertung wurde er ebenfalls Zweiter. Ein dritter Einzelsieg gelang ihm im Februar 2024 im Super-G auf dem Whiteface Mountain.
Am 27. Oktober 2019 gab Seger im Riesenslalom auf dem Rettenbachferner sein Weltcup-Debüt. Anfang Dezember 2021 fuhr er mit Platz 22 im Super-G von Beaver Creek erstmals in die Punkteränge. Im Winter 2022/23 konnte er sich im Riesenslalom weiter nicht für zweite Durchgänge qualifizieren, schaffte im Super-G aber viermal eine Platzierung unter den besten 30. Nachdem ihm mit Rang 15 in Bormio bereits ein Achtungserfolg gelungen war, fuhr er gegen Saisonende als Zehnter in Aspen erstmals ein Spitzenresultat ein. Daran konnte er im Folgewinter nicht mehr anknüpfen.
Riley und Brodies Vater Mark leidet an Amyotropher Lateralsklerose (ALS). Nachdem Riley beim Vancouver-Marathon 2019 fast 9000 US-Dollar an Spenden für die ALS Society of British Columbia gesammelt hatte, wurde er im Jahr danach mit dem Leader of Tomorrow Award geehrt. Sein Bruder machte später ebenfalls auf die Krankheit aufmerksam.

## Erfolge

### Weltmeisterschaften
- Saalbach-Hinterglemm 2025: 20. Super-G

### Weltcup
- 1 Platzierung unter den besten zehn

### Weltcupwertungen
| Saison  | Gesamt | Gesamt | Super-G | Super-G |
| Saison  | Platz  | Punkte | Platz   | Punkte  |
| ------- | ------ | ------ | ------- | ------- |
| 2021/22 | 135.   | 9      | 44.     | 9       |
| 2022/23 | 96.    | 52     | 29.     | 52      |
| 2023/24 | 143.   | 4      | 55.     | 4       |

### Nor-Am Cup
- Saison 2017/18: 9. Kombinationswertung, 10. Super-G-Wertung
- Saison 2018/19: 8. Riesenslalomwertung
- Saison 2019/20: 7. Gesamtwertung, 2. Super-G-Wertung, 3. Riesenslalomwertung
- Saison 2021/22: 2. Gesamtwertung, 1. Riesenslalomwertung, 2. Super-G-Wertung, 7. Kombinationswertung
- Saison 2023/24: 5. Super-G-Wertung
- 14 Podestplätze, davon 3 Siege:

| Datum             | Ort       | Land   | Disziplin    |
| ----------------- | --------- | ------ | ------------ |
| 13. Dezember 2021 | Panorama  | Kanada | Super-G      |
| 26. März 2022     | Sugarloaf | USA    | Riesenslalom |
| 23. Februar 2024  | Whiteface | USA    | Super-G      |

### Juniorenweltmeisterschaften
- Åre 2017: 13. Super-G, 41. Abfahrt
- Davos 2018: 20. Abfahrt

### Weitere Erfolge
- 1 kanadischer Meistertitel (Riesenslalom 2020)
- 2 kanadische Vizemeistertitel (Riesenslalom 2023, Super-G 2023)
- 16 Siege in FIS-Rennen